# Souha Fawaz Bechara
Souha Fawaz Bechara (in arabo سهى فواز بشارة‎?; Deir Mimas, 15 giugno 1967) è un'attivista e scrittrice libanese, nota in particolare perché, all'età di ventuno anni, tentò di assassinare il generale Antoine Lahad dell'Esercito del Libano del Sud.

## Biografia

### Primi anni
Souha Bechara nacque a Deir Mimas, in Libano, da famiglia di religione greco-ortodossa. Suo padre, Fawaz Bechara, era membro del Partito Comunista Libanese e Souha stessa entrò di nascosto nel partito nel 1982, anno in cui Israele invase il Libano; Souha Bechara fu attiva in seno agli organi del partito, come il Fronte di resistenza Jammoul e l'Unione della Gioventù Democratica libanesi.

### Il tentato assassinio
Souha Bechara lasciò il college nel 1986 e si unì alle attività militanti in Libano. Le fu affidato il compito di assassinare il generale Lahad: di conseguenza, si diresse a sud e si presentò alla famiglia di Lahad come istruttrice di aerobica alla moglie Minerva. A poco a poco Souha Bechara familiarizzò con i membri della famiglia visitandoli continuamente.
La sera dell'attentato, il 17 novembre del 1988, la moglie di Lahad invitò Bechara per il tè. Bechara accettò l'invito e vi rimase fino all'arrivo di Lahad. Mentre stava preparando le sue cose, Bechara sparò due volte a Lahad con una pistola 5,45 millimetri: il generale venne colpito una volta al petto e una volta alla spalla, poi Bechara gettò via la pistola prima che le guardie del corpo di Lahad l'arrestassero.
Lahad sopravvisse all'attentato, mentre Bechara venne subito arrestata dalle guardie di sicurezza. Lahad trascorse otto settimane in ospedale, affetto da gravi complicazioni di salute, e il suo braccio sinistro rimase paralizzato. Bechara venne invece detenuta nella famigerata prigione di Khiyam, da cui venne rilasciata il 3 settembre 1998, a seguito di una intensa campagna libanese ed europea a suo favore.

### Nella cultura di massa
Nel 2003 è stata pubblicata la sua autobiografia - Resistenza: La mia vita per il Libano - dove è raccontata la sua vita in Libano, prima e dopo il tentato assassinio. Nel 2011 Souha Bechara ha pubblicato una nuova autobiografia, intitolata Sogno di una cellula di ciliegie, scritta come co-autrice con Cosette Elias Ibrahim, una giornalista libanese anche lei detenuta nella prigione di Khiam e che era stata rilasciata il 22 maggio 2000, quando Israele si è ritirato dal sud del Libano.
La sua storia ha parzialmente ispirato il film del 2010 La donna che canta, girato dal regista canadese Denis Villeneuve.